# Manfred Gabe
Manfred Gabe, né le 28 janvier 1916 à Vienne et mort le 12 septembre 1973 à Paris 20e, est un biologiste et zoologiste français d'origine roumaine,.

## Parcours scientifique
Bidocteur, c'est-à-dire titulaire d'un doctorat de médecine et d'un autre de sciences, le chercheur est une autorité en matière de techniques histologiques et l'auteur en 1968 d'un traité de référence appelé familièrement « le Gabe »,.
En collaboration avec l'herpétologiste Hubert Saint Girons (1926-2000), il réalise des travaux d’histologie sur le Tuatara et les Lépidosauriens. 
L'histologiste Lucie Arvy (1907-1990), bidocteur qui partage le même laboratoire, coordonne un ouvrage posthume dédié à sa mémoire.

## Publications
- Manfred Gabe et Hubert Saint Girons, Contribution à l’histologie de Sphenodon punctatus Gray, Paris, Éditions du CNRS, 1964, xi + 148
- Manfred Gabe et Hubert Saint Girons, « Particularités histologiques de la glande surrénale chez Sphenodon punctatus Gray (Reptile Rhynchocéphale) », Comptes rendus hebdomadaires des séances de l'Académie des sciences, Paris, Gauthier-Villars & Cie, t. 258, partie II : Mars-Avril 1964,‎ 1er avril 1964, p. 3559-3562 (ISSN 0001-4036, lire en ligne)
- Manfred Gabe et Hubert Saint Girons, « Le troisième type de contact hypothalamo-hypophysaire proximal : l'éminence médiane de Sphenodon punctatus », Comptes rendus hebdomadaires des séances de l'Académie des sciences, Paris, Gauthier-Villars & Cie, t. 259, partie II : Septembre-Octobre 1964,‎ 28 septembre 1964, p. 2136-2139 (ISSN 0001-4036, lire en ligne)
- Manfred Gabe et Hubert Saint Girons, Contribution à la morphologie comparée du cloaque et des glandes épidermoïdes de la région cloacale chez les Lépidosauriens, Paris, Muséum national d'Histoire naturelle, coll. « Mémoires du Muséum national d'Histoire naturelle, Nouvelle série / Série A – Zoologie » (no 33, fasc. 4), 1965, 143 p. (ISSN 0078-9747, présentation en ligne)
- Manfred Gabe et Hubert Saint Girons, « Données histologiques sur le tégument et les glandes épidermoïdes céphaliques des Lépidosauriens », Acta Anatomica, Basel, S. Karger AG, vol. 67, no 4,‎ 1967, p. 571-594 (ISSN 0001-5180, DOI 10.1159/000143006, résumé)
- Manfred Gabe, Techniques histologiques, Paris, Masson et Cie, 1968, v + 1113
- Manfred Gabe et Hubert Saint Girons, Données histologiques sur les glandes salivaires des Lépidosauriens, Paris, Muséum national d'Histoire naturelle, coll. « Mémoires du Muséum national d'Histoire naturelle, Nouvelle série / Série A – Zoologie » (no 58, fasc. 1), 1969, 112 p. (ISSN 0078-9747, présentation en ligne)
- Manfred Gabe et Hubert Saint Girons, « Polymorphisme des glandes nasales externes des Sauriens », Comptes rendus hebdomadaires des séances de l'Académie des sciences, Paris, Gauthier-Villars, d – Sciences naturelles, t. 272, partie II : Mars-Avril 1971,‎ 1er mars 1971, p. 1275-1278 (ISSN 0567-655x, lire en ligne)
- Manfred Gabe et Hubert Saint Girons, « Contribution à l'histologie des glandes nasales externes de Sphenodon punctatus Gray (Reptilia, Rhynchocephalia) », Acta Anatomica, Basel, S. Karger AG, vol. 84, no 3,‎ 1973, p. 452-464 (ISSN 0001-5180, DOI 10.1159/000143951, résumé)
- Manfred Gabe et Hubert Saint Girons, Contribution à la morphologie comparée des fosses nasales et de leurs annexes chez les Lépidosoriens, Paris, Muséum national d'Histoire naturelle, coll. « Mémoires du Muséum national d'Histoire naturelle, Nouvelle série / Série A – Zoologie » (no 98), 1976, 87 p., 38 p. de pl. (ISBN 2-85653-009-5, ISSN 0078-9747, présentation en ligne)
- Manfred Gabe (dir.) et Lucie Arvy, Recherches biologiques contemporaines : ouvrage dédié à la mémoire du Dr Manfred Gabe (1916-1973), Nancy, Imprimerie Vagner, 1974, 493 p.